# Carl Correns
Carl Erich Correns (Monaco di Baviera, 19 settembre 1864 – Berlino, 14 febbraio 1933) è stato un botanico tedesco.

## Biografia
Direttore di un istituto di biologia a Berlino dal 1914, nel 1900 riscoprì autonomamente da Hugo de Vries, Erich von Tschermak e dal semisconosciuto William Jasper Spillman le leggi di Mendel e in particolare determinò la natura del sesso di Bryonia come carattere mendeliano.